# 芒仔芒社
芒仔芒社（大武壠語：Vogavon、Voungo Voungor）為大武壠族傳統四大社之一，原居於今台南市玉井區三和里芒仔芒一帶，後為漢人驅逐至沙仔田、牛稠仔、三埔，再遷至南化區北寮里楠仔腳，並經由阿里關、甲仙埔、新厝仔等兩條遷徙路線，最遲於 1781 年經由高雄市杉林區枋寮遷徙至六龜區的嚮竹、頂荖濃、下荖濃、大苦苓、紅水坑、水冬瓜、獅頭額、六龜、舊庄、狗寮、二坡子等地。 台灣學者溫振華認為，現今玉井區「望明」社區一名，即為「芒仔芒」的雅化。